# CSM Corona Brașov (piłka siatkowa)
CSM Corona Brașov – rumuński zespół siatkarski z siedzibą w Braszowie, powstały w 2022 roku w ramach miejskiego klubu sportowego Corona Brașov.
W sezonie 2023/2024 zadebiutował w najwyższej klasie rozgrywkowej, Divizii A1, zdobywając mistrzostwo Rumunii. W sezonie 2024/2025 sięgnął po krajowy puchar i wicemistrzostwo Rumunii. Po raz pierwszy wziął również udział w europejskich pucharach, grając w eliminacjach Ligi Mistrzów, a następnie w Pucharze CEV.
CSM Corona Brașov swoje mecze domowe rozgrywa w hali sportowej „Dumitru Popescu Colibași” (rum. Sala Sporturilor „Dumitru Popescu Colibași”) w Braszowie.

## Historia
Wielosekcyjny miejski klub sportowy Corona Brașov został założony w 2019 roku jako następca prawny Asociației Sport Club Corona 2010 Brașov (ASC Corona 2010 Brașov). Męska drużyna siatkarska powstała latem 2022 roku, a we wrześniu tego samego roku przystąpiła do Rumuńskiego Związku Piłki Siatkowej (rum. Federației Române de Volei, FRVolei).
W sezonie 2022/2023 zespół występował w grupie wschodniej Divizii A2, w której zajął 1. miejsce. Dzięki temu zakwalifikował się do turnieju barażowego o awans do Divizii A1. Turniej ten zakończył na 2. pozycji, za CSU UV Timișoara, dającej promocję do najwyższej klasy rozgrywkowej.
W debiutanckim sezonie w ekstraklasie Corona Brașov zdobyła mistrzostwo Rumunii. W fazie zasadniczej zajeła 3. miejsce z bilansem 18 zwycięstw i 4 porażek. W ćwierćfinale fazy play-off pokonała Steauę Bukareszt, w półfinale – Rapid Bukareszt, a w finale – broniącą tytułu Arcadę Galați.
W sezonie 2024/2025 Corona Brașov zadebiutowała w europejskich pucharach. W eliminacjach Ligi Mistrzów dotarła do 3. rundy, w której przegrała dwumecz z Olympiakosem, a następnie kontynuowała rywalizację w Pucharze CEV. W tych rozgrywkach wygrała w 1/16 finału z serbskim klubem Vojvodiną Mozzart, a w 1/8 finału – z estońską drużyną Selver x TalTech. W rundzie play-off odpadła z Itasem Trentino. Na krajowym podwórku zdobyła Puchar Rumunii, pokonując w finale SCM Zalău, oraz została wicemistrzem kraju po porażce w finale fazy play-off z Dinamem Bukareszt.

## Osiągnięcia
- Mistrzostwa Rumunii
  -  1. miejsce (1x): 2024
  -  2. miejsce (1x): 2025
- Puchar Rumunii
  -  1. miejsce (1x): 2025
- Superpuchar Rumunii
  -  2. miejsce (1x): 2024

## Bilans sezonów
| Sezon                                                  | Rozgrywki ligowe | Rozgrywki ligowe | Puchar      |
| Sezon                                                  | Poziom           | Miejsce          | Puchar      |
| ------------------------------------------------------ | ---------------- | ---------------- | ----------- |
| 2022/2023                                              | Divizia A2 (Est) | 1/4              | —           |
| 2023/2024                                              | Divizia A1       | 1/12             | ćwierćfinał |
| 2024/2025                                              | Divizia A1       | 2/11             | 1. miejsce  |
| Legenda: pierwszy poziom drugi poziom — – brak udziału |                  |                  |             |

## Udział w europejskich pucharach
| Sezon     | Rozgrywki     | Osiągnięcie           |
| --------- | ------------- | --------------------- |
| 2024/2025 | Liga Mistrzów | 3. runda eliminacyjna |
| 2024/2025 | Puchar CEV    | runda play-off        |
| 2025/2026 | Puchar CEV    |                       |
| Źródło:   |               |                       |

## Trenerzy
| Okres     | Imię i nazwisko     | *      |
| --------- | ------------------- | ------ |
| 2022–2023 | Dan Gîrleanu        | [ 11 ] |
| 2023–2025 | Laurențiu Lică      | [ 11 ] |
| 2025–     | Maurizio Castellano | [ 12 ] |